# سنونو مألوف
سنونو مألوف (الاسم العلمي: Notiochelidon)، جنس طيور من الجواثم وفصيلة السنونو. أنواعه المعروفة في الوقت الحالي هي أربعة، أعطانها في أمريكا الجنوبية وبعضها يوجد في المكسيك وأمريكا الوسطى.